# أنشطة الحياة اليومية
أنشطة الحياة اليومية ( ADLs ) هو مصطلح يستخدم في مجال الرعاية الصحية للإشارة إلى أنشطة الرعاية الذاتية اليومية في مكان إقامة الفرد داخل المنزل أو خارجه أو كلاهما، العاملين في المجال الصحي يشيرون للقدرة أو عدم قدرة على أداء أنشطة الحياة اليومية كمقياس لوظيفة الشخص، خاصة في ما يخص ذوي الاحتياجات الخاصة والمسنين.

## تعريف الأنشطة اليومية
مجمل النشاط اليومي للفرد بما في ذلك النشاطات الاعتيادية الخاصة مثل الرعاية الذاتية والتغذية والاستحمام وتغيير الملابس والنظافة الشخصية والعمل والتدبير المنزلي والراحة وغير ذلك.
أنشطة الحياة اليومية الأساسية :
1. الاستحمام.
2. لبس الملابس.
3. الأكل.
4. تغذية وإعداد الطعام.
5. عملية التنقل ويقصد بها الانتقال من مكان إلى آخر أثناء تنفيذ الأنشطة.
6. النظافة الشخصية.
7. النشاط الجنسي.[2]

## أنشطة لها دور فعال في الحياة اليومية (IADLs)
أنشطة مفيدة للحياة اليومية، ولكن ليست ضرورية لأداء الأعمال الأساسية، لكنها تسمح للفرد العيش بصورة مستقلة في المجتمع
1. الأعمال المنزلية.
2. تناول الأدوية الموصوفة.
3. إدارة الأموال.
4. التسوق.
5. استخدام الهاتف أو أحد أشكال الاتصالات الأخرى.
6. استخدام التقنية.
7. التنقل داخل المجتمع.

## العلاج الوظيفي
أخصائي العلاج الوظيفي غالباً يقيم أنشطة الحياة اليومية عند استكمال عمليات تقييم المريض، و الجمعية الأمريكية للعلاج الوظيفي حددت 12 نوعاً من الأنشطة التي لها دور فعال في الحياة اليومية (IADLs)
1. رعاية الآخرين.
2. رعاية الحيوانات الأليفة.
3. تربية الأطفال.
4. إدارة الاتصالات.
5. التنقل في المجتمع.
6. الإدارة المالية.
7. إدارة الصحة والصيانة.
8. صيانة البيت.
9. إعداد الوجبات.
10. الاحتفالات الدينية.
11. إجراءات السلامة والاستجابة لحالات الطوارئ.
12. التسوق.

## تقييم أنشطة الحياة اليومية
هناك العديد من أدوات التقييم لأنشطة الحياة اليومية ، مثل مقياس Katz ADL و مقياس Lawton و أنشطة Bristol من جدول الحياة اليومية.
معظم النماذج من خدمة الرعاية الصحية استخدمت تقييمات لأنشطة الحياة اليومية في ممارساتها ، بما في ذلك النماذج الطبية مثل نموذج روبر لوغان و برنامج الشامل لرعاية المسنين .